# Stephen Collins Foster
Stephen Collins Foster (ur. 4 lipca 1826 w Lawrenceville (Pensylwania), zm. 13 stycznia 1864 w Nowym Jorku) – amerykański kompozytor sprzed wojny secesyjnej. 
Pochodził z muzykującej rodziny, z domu wyniósł podstawowe wykształcenie muzyczne.
Napisał ok. 200 pieśni, wśród których można wyróżnić tzw. minstrel songs oraz tzw. pieśni domowe. Komponował głównie do własnych tekstów, często stosował dialekt murzyński. Był innowatorem w adoptowaniu murzyńskich melodii i rytmów – nabył rozległą znajomość ich repertuaru podczas wieloletniego pobytu w Cincinnati. Wiele jego utworów zdobyło trwałą popularność. Zmarł w skrajnej nędzy.

## Wybrane utwory
- Open Thy Lattice, Love (1844)
- Oh, Louisiana Belle (1847)
- Oh, Susanna (1848)
- Ah, My the Red Rose Live Always (1850)
- Camptown Races (1850)
- Old Folks at Home, znana jako Swanee River (1852)
- My Old Kentucky Home (1853)
- Good Night (1853)
- Hard Times Come Again No More (1854)
- Gentle Annie (1856)
- Old Black Joe (1860)
- Beautiful Dreamer (1864)